# 우치다 가즈시
우치다 가즈시(일본어: 内田 和志, 1987년 10월 9일 ~ )는 일본의 전 축구 선수이다.

## 구단 경력
과거 후지에다 MYFC에서 활동하였다.